# Hatfield Woodhouse
Hatfield Woodhouse – wieś w Anglii, w South Yorkshire, w dystrykcie metropolitalnym Doncaster. miejscowość liczy 1787 mieszkańców.